# Diagnosis-related group
Diagnosis-related group (DRG, česky: klasifikační systém DRG) je systém klasifikace klinických případů do přibližně 500 skupin, též označovaných jako DRG, majících podobné nároky na využití zdrojů. Systém byl vyvinut pro americký systém zdravotní péče Medicare, jako budoucí platební systém. Skupiny se přiřazují pomocí "grouperu" (seskupovacího programu) na základě diagnóz Mezinárodní klasifikace nemocí, procedur, věku, pohlaví a přítomnosti komplikací nebo přidružených onemocnění. Systém DRG se používá od roku 1983 k určení, kolik se v systému Medicare platí nemocnicím, protože pacienti v každé kategorii jsou po klinické stránce podobní a očekává se, že budou využívat stejný objem prostředků nemocnice. Skupiny DRG lze dále sdružovat do skupin MDC (Major Diagnostic Category, česky Hlavní diagnostická třída).